# Bokhorst
Bokhorst est une commune allemande du Schleswig-Holstein, située dans l'arrondissement de Steinburg (Kreis Steinburg), à 17 kilomètres au nord-ouest de la ville d'Itzehoe. Bokhorst est l'une des 22 communes de l'Amt Schenefeld dont le siège est à Schenefeld.

## Démographie
Le 31 décembre 2014, la municipalité contenait 159 habitants. La densité est 27 hab./km²

## Géographie
La superficie est de 5,87km².